# Yo-Hey
Yo-Hey（ようへい、1月10日 - ）は、日本で活動するソングライター、編曲家。大阪府出身。VANIR所属。

## 提供作品
AiRI
- 「きらきらひかる」（作曲）
- 「Innocent Summer」（作曲）
- 「夏空」（作曲）
- 「猛き羽風」（作曲）
- 「Be With You」（作曲） ※宮崎京一と共作
- 「Hello!」（作曲）
- 「ミスリルの浮かぶ空の下で」（作曲）

Ayasa
- 「ヨアケ」（作曲）

AKB48
- 「僕たちは戦わない」（作曲）
- 「戸惑ってためらって」（作曲・編曲）
- 「国境のない時代（坂道AKB）」（作曲・編曲）

小野大輔
- 「supernova」（作曲）

楠田亜衣奈
- 「アイ・アム」（作曲・編曲） ※宮崎京一と共作

黒崎真音
- 「Hazy Moon」（作曲） ※宮崎京一と共作
- 「僕だけが世界から消えても」（作詞・作曲） ※黒崎真音と共作詞

けやき坂46
- 「僕たちは付き合っている」（作曲・編曲）

千歳サラ
- 「GLIMMER」（作曲）
- 「Changed Myself」（作曲）

西野カナ
- 「あなたの好きなところ」（作曲） ※Carlos K.と共作

HIGH SPIRITS
- 「ボクラの時代」（作詞・作曲・編曲）

山崎はるか
- 「キャラメル」（作曲）

ユナク&ソンジェ from 超新星
- 「サヨナラの意味」（作詞・作曲）
- 「最後の花火」（作詞・作曲）

和氣あず未
- 「Snow Falls」（作曲）

### アニメ・ゲーム作品
青空アンダーガールズ!Re:vengerS
- 「ボーダーライン」（作曲）

アズールレーン
- 「WISHNESS」（作曲）

CR戦国乙女 花
- 「天に舞う花の如く」（作詞・作曲）

CR戦国乙女5 〜10th Anniversary〜
- 「絆詩」（作詞・作曲・編曲）

蒼穹のファフナー EXODUS
- 「Moonflower」（作曲）